# Homoneura setula
Homoneura setula är en tvåvingeart som beskrevs av Miller 1977. Homoneura setula ingår i släktet Homoneura och familjen lövflugor.
Artens utbredningsområde är Washington. Inga underarter finns listade i Catalogue of Life.